# Конде, Шейк
Ше́йк Ума́р Конде́ (фр. Cheick Oumar Conde; род. 26 июля 2000) — гвинейский футболист, полузащитник клуба «Венеция» и национальной сборной Гвинеи.

## Карьера
Играл на родине за клуб «Секвенс». В июле 2019 года перешёл в клуб второй лиги Чехии «МАС Таборско». Дебютировал в третьей лиге в матче с клубом «Бенешов». Впервые сыграл в Кубке Чехии в матче первого круга против клуба «Татран», отличившись забитым мячом.
Зимой 2020 года стал игроком «Фастава». Дебютировал в Фортуна-Лиге в матче с ФК «Карвина», выйдя на замену вместо Ламина Джаво.
В июне 2022 года перешёл в швейцарский «Цюрих».